# M-LVDS
M-LVDS (Multipoint Low Voltage Differential Signaling) ist ein einfaches serielles Bus-System mit differenzieller Signalübertragung für den Einsatz innerhalb von elektronischen Geräten und Baugruppen, das über eine Bandbreite von bis zu 500MBit/s verfügt.
Gegenüber bisherigen LVDS-Systemen, die als Punkt-zu-Punkt-Verbindung spezifiziert sind, ist bei der Multipoint-Variante die Realisierung eines Busses möglich. Durch die Erhöhung des maximalen Treiberstromes der Transceiver können bis zu 32 Teilnehmer auf den Bus geschaltet werden. Hierbei ist gleichzeitiges Lesen aller Teilnehmer am Bus vorgesehen. Versuchen mehrere Teilnehmer gleichzeitig zu schreiben, so wird die Differenzspannung auf beiden Leitern automatisch auf ~400 mV beschränkt. Die Treiberbausteine nehmen dadurch keinen Schaden.
Bei der Interpretation der logischen Zustände auf den Leitungen werden zwei Typen unterschieden. Typ 1 interpretiert die Spannungsdifferenz symmetrisch um 0 V und berücksichtigt hierbei noch eine Hysterese. Typ 2 dagegen hat die Symmetrieebene um 100 mV in den positiven Bereich verschoben. Damit kann eine Spannungsdifferenz von 0 V, wenn also kein Teilnehmer schreibend auf den Bus zugreift, als logische Null interpretiert werden.
Die auf M-LVDS erzielbaren Brutto-Datenraten liegen zwischen 100 MBit/s und 500 MBit/s. Es eignet sich damit für die unkomprimierte Übertragung von Video-Datenströmen zum Beispiel innerhalb von Flüssigkristallanzeigen zur Ansteuerung des LCD-Panels.
M-LVDS ist in EIA/TIA-899 standardisiert, als Erweiterung des EIA/TIA-644. Von verschiedenen Halbleiterherstellern sind integrierte Treiber-Bausteine hierfür erhältlich.